# Крионери (дем Лъгадина)
Вижте пояснителната страница за други значения на Крионери.
Крионери, още Граничево или Гранич (на гръцки: Κρυονέρι, катаревуса: Κρυονέριον, Крионерион, до 1927 година: Γκερμίτς, Гермиц, или Γκιρμίτα, Гирмита, до 1949 година: Κρύα Νερά, Криа Нера, Гирмита), е село в Гърция, дем Лъгадина, област Централна Македония с 901 жители (2001). В църковно отношение е част от Лъгадинската, Литийска и Рендинска епархия.

## География
Селото е разположено в южните поли на Богданската планина (Сухо планина, на гръцки Вертискос), на 43 km от Солун (Тесалоники), на 23 km от демовия център Лъгадина (Лангадас) и на 8 km от Сухо (Сохос). Граничи на изток от село Авги, на запад с Висока (Оса), на север с Хоруда и Неа Севастия, и на юг с Лофискос (Кара Омерли) и Арети (Чернак).

## История

### В Османската империя
През XIX век Граничево е турско село, числящо се към Лъгадинската каза на Османската империя. В „Етнография на вилаетите Адрианопол, Монастир и Салоника“, издадена в Константинопол в 1878 година и отразяваща статистиката на населението от 1873 година, Грамничево (Gramnitchevo) е показано като село със 156 домакинства и 362 жители мюсюлмани. Към 1900 година според статистиката на Васил Кънчов („Македония. Етнография и статистика“) в Грамичъ живеят 700 души турци.

### В Гърция
След Междусъюзническата война Граничево попада в Гърция. През 20-те години мюсюлманското му население се изселва и в селото са настанени източнотракийски гърци бежанци от родостенското село Йениджекьой (около 50% от всички тракийски бежанци), от Кастамболи, Караджакьой, Симитли, Арап Хаджи, Алмали и Аскос, както и понтийски гърци от Котиора (Орду).
В 1927 година е прекръстено на Криа Нера, в превод Студени води. Според преброяването от 1928 година Криа Нера е чисто бежанско село със 196 бежански семейства и 769 души. В 1949 година е прекръстено отново на Крионери, в превод Студеноводно.